# Stellet licht
Stellet licht (Nederlands: Stil licht; Spaans: Luz silenciosa) is een Mexicaans-Frans-Nederlandse film uit 2007, geschreven en geregisseerd door de Mexicaanse filmmaker Carlos Reygadas en gefilmd in Cuauhtémoc, Chihuahua, een stad in het noorden van Mexico. De film speelt zich af in een Mennonieten-gemeente en vertelt het verhaal van een getrouwde man die verliefd wordt op een andere vrouw. De dialoog is in het Plautdietsch, de taal van de meeste Mennonieten.

## Productie
Reygadas’ films zijn bekend door hun lange sequenties, opvallend ritme en het gebruik van amateuracteurs. Alle spelers in Stellet Licht zijn Mennonieten uit gemeenten in Mexico, Duitsland en Canada. De film was een coproductie van productiehuizen in Mexico, Frankrijk en Nederland.

## Ontvangst

### Recensies
De film kreeg vele positieve recensies. De recensent van Time schreef dat "alle scènes een visuele en emotionele glans uitstralen." Manohla Dargis van de New York Times noemde de film "een ogenschijnlijk simpel verhaal over vergiffenis" waarin "de beelden een ongelofelijk prachtig zijn", en zei dat "De personages van binnenuit lijken te stralen." De recensent van Le Monde schreef dat Reygadas' ingeniositeit van ieder moment een heilig moment maakt.

### Prijzen en nominaties
De film won 30 prijzen en werd voor 12 andere genomineerd. Een selectie:
| Jaar | Evenement                               | Categorie                | Genomineerde                                                | Resultaat   |
| ---- | --------------------------------------- | ------------------------ | ----------------------------------------------------------- | ----------- |
| 2007 | Cannes (60ste editie)                   | Juryprijs                | Stellet licht                                               | Gewonnen    |
| 2007 | Internationaal filmfestival van Chicago | Gouden Hugo              | Stellet licht                                               | Gewonnen    |
| 2008 | Premios Ariel (50ste editie)            | Beste film               | Stellet licht                                               | Gewonnen    |
| 2008 | Premios Ariel (50ste editie)            | Beste regisseur          | Carlos Reygadas                                             | Gewonnen    |
| 2008 | Premios Ariel (50ste editie)            | Beste actrice            | Miriam Toews                                                | Genomineerd |
| 2008 | Premios Ariel (50ste editie)            | Beste vrouwelijke bijrol | Maria Pankratz                                              | Gewonnen    |
| 2008 | Premios Ariel (50ste editie)            | Beste origineel scenario | Carlos Reygadas                                             | Gewonnen    |
| 2008 | Premios Ariel (50ste editie)            | Beste camerawerk         | Alexis Zabe                                                 | Gewonnen    |
| 2008 | Premios Ariel (50ste editie)            | Beste montage            | Natalia López                                               | Genomineerd |
| 2008 | Premios Ariel (50ste editie)            | Beste geluid             | Raúl Locatelli, Martín Hernández, Sergio Diaz, Jaime Baksht | Genomineerd |